# Военный переворот в Кот-д’Ивуаре (1999)
Военный переворот в Кот-д’Ивуаре произошёл 24 декабря 1999 года. Это был первый государственный переворот с момента обретения независимости Кот-д'Ивуаром и привёл к свержению президента Анри Конана Бедье.

## Предыстория
С момента обретения независимости в 1960 году Кот-д’Ивуаром правил Феликс Уфуэ-Буаньи. В первые десятилетия его правления Кот-д’Ивуар наслаждался экономическим процветанием и был политически стабильным. Однако в последние годы его правления наблюдался спад в ивуарийской экономике и признаки политической нестабильности.
Анри Конан Бедье стал президентом после смерти Уфуэ-Буаньи в 1993 году. Экономическая ситуация продолжала ухудшаться. Бедье обвиняли в коррупции, политических репрессиях и лишении иммигрантов из соседних стран их политических прав путём продвижения концепции Ивуарите, которая ставила под сомнение национальность многих людей иностранного происхождения и вызывала напряжённость между населением севера и юга Кот-д’Ивуара.

## Переворот
Группа солдат во главе с Туо Фозие восстала 23 декабря 1999 года. Бедье отказался уйти в отставку по требованию солдат, и на следующий день был свергнут в результате государственного переворота. Бывший командующий армией Робер Геи, хотя и не руководил государственным переворотом, был отправлен в отставку в качестве главы Национального комитета общественного спасения.
Вокруг Абиджана слышалась разрозненная стрельба. Геи объявил о роспуске парламента, правительства, конституционного совета и верховного суда. Повстанцы взяли под контроль аэропорт Абиджана и ключевые мосты, установили контрольно-пропускные пункты и открыли тюремные ворота для освобождения политических и других заключённых. Толпы использовали вакуум власти для угона автомобилей. Некоторые районы Абиджана также были разграблены солдатами и гражданскими лицами.
По телевидению Геи объявил, что захватил власть. Он также выступил с телеобращением к народу и иностранному дипломатическому персоналу, в котором заверил, что демократия будет уважаться, международные соглашения будут поддерживаться, безопасность ивуарийцев и не-ивуарийцев будет гарантирована, будут отправлены миссии в зарубежные страны.
Многие ивуарийцы приветствовали переворот, говоря, что они надеются, что армия улучшит шаткую экономическую и политическую ситуацию в Кот-д’Ивуаре. Однако Франция, США и несколько африканских стран осудили переворот и призвали к возвращению к гражданскому правлению. Канада приостановила всю прямую помощь Кот-д’Ивуару.
Через несколько месяцев после переворота появились признаки того, что страна скатывалась к модели произвола. Ивуарийская лига прав человека выступила с осуждением нарушений прав человека, обвинив силы безопасности, среди прочего, в массовых казнях предполагаемых преступников без расследования и в преследовании коммерческих структур. Военнослужащие совершили много случаев жестокого обращения. Кроме того, солдаты потребовали увеличения заработной платы или премиальных выплат, что вызвало множество мятежей. Самый серьёзный из этих мятежей произошёл 4 июля 2000 года. Повстанцы нанесли удар по городам Абиджан, Буаке, Катиола, Корого и Ямусукро. После нескольких дней неразберихи и напряжённости было достигнуто соглашение между недовольными солдатами и властями. Согласно соглашению, каждый солдат получит 1 миллион франков КФА (около 1400 долларов США).
После мятежа в июле 2000 года четыре представителя Объединения республиканцев (фр. Rassemblement des républicains (RDR)) также были арестованы во время расследования возможной попытки государственного переворота. РДР — партия Алассана Драмана Уаттары, последнего премьер-министра Феликса Уфуэ-Буаньи и политического соперника свергнутого президента Анри Конана Бедье. Четыре арестованных должностных лица, в том числе заместитель генерального секретаря РДР Амаду Гон Кулибали, были освобождены без предъявления обвинений через несколько дней.
Несмотря на осуждение хунтой Ивуарите, кампания против лиц иностранного происхождения продолжалась. В апреле 2000 года Роберт Геи исключил представителей РДР из правительства. Новая конституция, одобренная на референдуме 23-24 июля 2000 года, запрещала выдвигаться на президентских выборах тем кандидатам, чьи родители не были ивуарийцами.
Напряжение между людьми с севера и юга все ещё оставалось неразрешённым, поскольку многие люди на севере имеют иностранное происхождение. Дискриминация в отношении людей из соседних стран является одной из причин гражданской войны, разразившейся в 2002 году.
Президентские выборы состоялись 22 октября 2000 года. Всем основным кандидатам от оппозиции, за исключением Лорана Куду Гбагбо из Ивуарийского народного фронта, не разрешили баллотироваться. Геи потерпел поражение со стороны Гбагбо, но отказался признать результат. Уаттара, не допущеный к этим выборам, призвал к перевыборам. Вспыхнули уличные протесты, приведшие к власти Гбагбо, и Геи бежал в Гуэссессо, неподалёку от либерийской границы. Лоран Гбагбо вступил в должность президента 26 октября 2000 года.
13 ноября Геи заявил о законности президентства Гбагбо. 10 декабря 2000 года были проведены парламентские выборы, на которых победил Ивуарийский народный фронт Гбагбо. Однако выборы не проводились в северной части Кот-д’Ивуара из-за волнений, связанных с бойкотом выборов со стороны Демократической партии до дополнительных выборов 14 января 2001 года.